# يخضور جرثومي
يخضور جرثومي أو يخضور بكتيري أو كلورين بكتيري (بالإنجليزية: Bacteriochlorophyll) هي صبغات تحويها بعض أنواع الجراثيم الضوئية في هيولاها. تم اكتشافها من قبل سي. بي. فان النيل عام 1932. وهي مرتبطة باليخضور -الأصباغ الأولية في النباتات والطحالب والبكتيريا الزرقاء. تجري الكائنات الحية التي تحتوي على يخضور جرثومي عملية التمثيل الضوئي للحفاظ على متطلبات الطاقة، ولكنها لا تنتج الأكسجين كمنتج ثانوي. فهي تستخدم أطوال موجية من الضوء لا تمتصها النباتات أو البكتيريا الزرقاء. استبدال Mg2+ بالبروتونات يعطي البكتريوفوفيتين (BPh)، شكل فيوفيتين.